# ФК Локомотива Брчко
ФК Локомотива је фудбалски клуб из Брчког, Дистрикт Брчко, Босна и Херцеговина, који тренутно игра у Другој лиги Републике Српске — Исток.

## Историја
Локомотива је основана августа 1948. године. Оснивач је био Синдикат железничких радника Брчко. Клуб је основала га је група заљубњеника у фудбал у Синдикату железничких радника Брчко. Име је добио по месту на којем су се окупљали и играли фудбал, које се налазило уз железничку пругу Брчко-Бановићи.

## Познати бивши играчи
- Мустафа Пешталић
- Славен Стјепановић
- Горан Сарић

## Познати бивши тренери
- Саво Обрадовић
- Драгиша Крајшумовић
- Благоје Братић